# لوف كورولكوفي
لوف كورولكوفي (الاسم العلمي:Arum korolkowii) هو نوع من النباتات يتبع جنس اللوف من الفصيلة اللوفية.